# 황산 (삽화가)
황산(H₂SO₄, 198X. 2. 24, 서울생)은 대한민국의 프리랜서 일러스트레이터이다. 게임 팡야, 라그나로크, 기타 여러 동인지의 일러스트를 맡았다.

## 경력
- 2004년 10월~2005년 12월 (주)Ntreev Soft '팡야' 서브 일러스트, 디자인 원화
- 2006년 1월~2008년 4월 (주)Ntreev Soft 'Project B' 소속 메인 일러스트레이터
- 2008년 디제이맥스 메트로 프로젝트 일러스트 담당
- 2010년 나와 그녀가 마왕과 용사로 학생회장 일러스트 담당
- 2010년 방과 후 던전에서 호마레는 되살아난 마물을 보았다 일러스트 담당